# Вежова, Октябрина Михайловна
Октябрина Михайловна Вежова (7 февраля 1932 — 6 февраля 2011) — передовик сельскохозяйственного производства, Герой Социалистического Труда (1976).

## Биография
Родилась в деревне Сордйыв Помоздинского сельсовета. По национальности коми.
Рано осиротела, воспитывалась в детском доме.
Окончила Сыктывкарский сельскохозяйственный техникум.
С 1957 по 1989 г. работала овощеводом, звеньевой, бригадиром овощеводческой бригады Кочпонского отделения совхоза «Сыктывкарский». Её бригада стабильно перевыполняла план и получала высокие урожаи картофеля и овощей.
Делегат XXV съезда КПСС.
Герой Социалистического Труда (1976).
Награждена орденом Трудового Красного Знамени, медалью «За доблестный труд». Заслуженный работник сельского хозяйства Коми АССР.
Умерла 6 февраля 2011 года после продолжительной болезни.